# キヌバリ属
キヌバリ属（学名：Pterogobius）は、スズキ目ハゼ科に分類されるハゼの一属。ヌエハゼに近縁とされている。

## 形態
鱗が非常に小さく、頭部の感覚管は発達している。背鰭棘は8本で、胸鰭には多数の遊離鰭条がある。体色や模様は鮮やか。

## 分布・生態
日本、朝鮮半島、中国までの北西太平洋に分布する。沿岸の岩礁や砂底に生息し、遊泳性である。

## 種
4種が分類されている。DNA解析において太平洋と日本海で差が見られる種もいる。
- Pterogobius elapoides (Günther, 1872) – serpentine goby[4] キヌバリ
- Pterogobius virgo (Temminck & Schlegel, 1845) – maiden goby[5] ニシキハゼ
- Pterogobius zacalles D. S. Jordan & Snyder, 1901リュウグウハゼ
- Pterogobius zonoleucus D. S. Jordan & Snyder, 1901チャガラ